# Třebosice
Třebosice település Csehországban, a Pardubicei járásban. Třebosice Dubany, Pardubice, Dřenice, Staré Jesenčany és Starý Mateřov településekkel határos. Lakosainak száma 256 fő (2024. január 1.).

## Népesség
A település lakosságának változását az alábbi diagram mutatja:
| Lakosok száma | 259  | 268  | 263  | 176  | 131  | 182  | 215  | 243  | 272  | 256  |
|               | 1869 | 1900 | 1921 | 1961 | 1980 | 2011 | 2016 | 2019 | 2021 | 2024 |